# Las que no iban a salir
Las que no iban a salir es el tercer álbum en solitario y cuarto álbum de estudio en general del cantante puertorriqueño Bad Bunny. Se estrenó el 10 de mayo de 2020 a través de Rimas Entertainment. Presenta apariciones especiales de Zion & Lennox, Yandel, Don Omar, Nicky Jam, Jhay Cortez.

## Antecedentes
Antes del lanzamiento, el artista por medio de la red social instagram mediante una transmisión en vivo mostró algunas vistas previas de los temas que según el, no iban a salir, entre ellos con artistas como Don Omar, Zion & Lennox, entre otros. A pesar de esto, el artista aseguró que dichas canciones nunca saldrían, todo esto anunciado por él mismo, donde también se le veía escuchando y bailando algunas de sus canciones como «Safaera» o su álbum X100pre junto a su, entonces novia Gabriela.

## Lanzamiento
A pesar de que el proyecto se estrenó el 10 de mayo de 2020, algunas canciones fueron divulgadas con anticipación, entre ellas,  el sencillo «En casita» junto a su novia Gabriela Berlingeri, un tema que habla sobre las ganas de ver a otra persona, pero por culpa del Coronavirus les toco quedarse en casa.

«Es un vacilón que grabé con los voice notes del iPhone. Eso fui yo improvisando, no es un tema que escribí ni un carajo jaja» publicó Bad Bunny en Twitter sobre la colaboración con su novia.

Se presume que algunas eran parte del álbum X 100pre, mientras que otras tienen nombres raros como «Canción con Yandel» o «Bad con Nicky», donde se samplea la canción «Donde mi no vengas» de Daddy Yankee. Casos en particular como la colaboración con Don Omar fue anunciada originalmente en septiembre de 2018.
Tuvo un estreno sorpresa el 10 de mayo de 2020 junto a temas como «Pa' romperla» junto a Don Omar, «Más de una cita» junto a Zion & Lennox, «Bad con Nicky» junto a Nicky Jam, entre otros.

## Lista de canciones
Créditos de composición adaptados del catálogo de Universal Music Publishing Group.
| Las que no iban a salir |                                            |                                 |          |  |
| N.º                     | Título                                     | Productor(es)                   | Duración |  |
| 1.                      | «Si ella sale»                             | Ronny J                         | 2:23     |  |
| 2.                      | «Más de una cita» (con Zion & Lennox)      | Tainy y Jota Rosa               | 3:03     |  |
| 3.                      | «Bye me fui»                               | Subelo NEO y Hazen              | 2:58     |  |
| 4.                      | «Canción con Yandel» (con Yandel)          | Nesty                           | 3:29     |  |
| 5.                      | «Pa' romperla» (con Don Omar)              | Tainy y Jhay Cortez             | 3:14     |  |
| 6.                      | «Bad con Nicky» (con Nicky Jam)            | Chris Jeday, Gaby Music y Nino  | 3:22     |  |
| 7.                      | «Bendiciones»                              | Chris Jeday, Gaby Music y Tainy | 2:35     |  |
| 8.                      | «Cómo se siente (Remix)» (con Jhay Cortez) | Tainy                           | 3:47     |  |
| 9.                      | «Ronca Freestyle»                          | MISAEL                          | 2:30     |  |
| 10.                     | «En casita» (featuring Gabriela)           | J.R. Rotem                      | 2:56     |  |

## Posicionamiento en listas
| Listas (2020)                        | Mejor posición |
| ------------------------------------ | -------------- |
| Estados Unidos (Billboard 200)       | 7              |
| Estados Unidos (Top Latin Albums)    | 1              |
| Estados Unidos (Latin Rhythm Albums) | 1              |
| Estados Unidos (Top Current Albums)  | 5              |

### Anuales
| Lista (2020)                                | Posición |
| ------------------------------------------- | -------- |
| España (PROMUSICAE)                         | 14       |
| Estados Unidos Billboard 200                | 174      |
| Estados Unidos Top Latin Albums (Billboard) | 4        |

| Lista (2021)                                | Posición |
| ------------------------------------------- | -------- |
| Estados Unidos (PROMUSICAE)                 | 74       |
| Estados Unidos Top Latin Albums (Billboard) | 10       |

## Certificaciones
| País           | Organismo certificador | Certificación      | Ventas certificadas | Ref    |
| -------------- | ---------------------- | ------------------ | ------------------- | ------ |
| España         | PROMUSICAE             | Oro                | 20 000              | [ 30 ] |
| Estados Unidos | RIAA                   | 3x Platino (Latin) | 180 000             | [ 31 ] |